# 愛媛県立川之江高等学校
愛媛県立川之江高等学校（えひめけんりつかわのえこうとうがっこう）は、愛媛県四国中央市川之江町にある高等学校である。

## 学科
- 全日制 普通科
- 定時制 普通科

## 沿革
- 1908年（明治41年） - 組合立三島女学校として開校する。
- 1912年（大正元年） - 組合立宇摩実科高等女学校に改称する。
- 1921年（大正10年） - 宇摩郡立宇摩高等女学校となる。
- 1922年（大正11年） - 県立に移管し、愛媛県立宇摩高等女学校になる。
- 1923年（大正12年） - 川之江町に移転する。
- 1935年（昭和10年） - 愛媛県立川之江高等女学校と改称する。
- 1948年（昭和23年） - 学制改革で愛媛県立川之江高等学校になる。定時制課程を設置する。
- 1950年（昭和25年） - 定時制課程川滝分校が開校する。
- 1958年（昭和33年） - 川滝分校が廃止になる。
- 2002年（平成14年） - 第84回全国高等学校野球選手権大会で準決勝まで進む。
- 2002年（平成14年） - 第57回国民体育大会硬式野球の部　優勝[2]
- 2006年（平成18年） - 第二校舎が新築になる（建設期間はおよそ1年間）。

## 部活動
- 野球部は春1回・夏6回の計7回、甲子園大会に出場している。（最高成績：春ベスト8、夏ベスト4、国体優勝）
- 演劇部は2000年、2001年と連続して全国高等学校演劇大会で文部科学大臣奨励賞（いわゆる最優秀賞）を獲得している。2010年も優秀賞。連覇は歴代唯一の記録。
- 書道部は、2011年第4回書道パフォーマンス甲子園に初出場で、審査員特別賞。（第3位に相当）

## 主な出身者
- 白川義員 - 写真家
- 紫舟 - 書家
- 高橋光子（上条由紀） - 小説家
- 井川明彦 - NHK交響楽団トランペット奏者。国立音楽大学教授。
- 高橋久美子 - 作詞家・作家 元チャットモンチーのドラマー
- 椎名あゆみ - 漫画家
- 加地君也 - 漫画家
- 鎌倉健 - 北海道日本ハムファイターズの元投手
- 糸川亮太 - 埼玉西武ライオンズの投手
- 帆風成海 - 宝塚歌劇団第93期生 元雪組男役
- 白石稔 - 声優
- 安田由佳 - 長崎国際テレビアナウンサー
- 木崎喜代治 - 京都大学名誉教授
- 宮内宏二 - ヤマト運輸元会長
- 鷹城勲 - 日本空港ビルデング社長
- 神田鯉花 - 講談師
- 西岡隆 - 次期大分県臼杵市長。

## アクセス
- JR川之江駅から徒歩5-10分、またはせとうちバス三島医療センター・三島中央経由新居浜住友病院前行きで2分、川之江高校前下車。